# Авраменко Валентин Євгенович
Валенти́н Євге́нович Авра́менко (6 липня 1973, Херсон) — український письменник-фантаст, історик та краєзнавець.

## Біографічні дані
Народився в Херсоні 6 липня 1973 року. З 1990 року навчався у Миколаївському кораблебудівному інституті, а 1995 закінчив Херсонський державний університет за спеціальністю «історія». У дев'яностих роках брав участь в археологічних експедиціях на розкопках давньогрецького поліса Ольвія та на Мангупі, центрі середньовічної держави Феодоро. Відстоює припущення про те, що візантійська фортеця Дорос, побудована на початку VI-го століття в середній гряді Криму, знаходилась на місці Ескі-Кермен, а не Мангупа. 
У січні 2024 року виступив з критикою процесу зміни топоніміки в Херсоні. «Перейменування відбувається несистемно й поверхово. Більшість нових назв не мають логіки та історичного контексту; а нейтрально забарвлені топоніми як то: вулиця Європейська, вулиця Каштанова, провулок Сонячний, площа Нескорених та площа Незламності стали безіменними, вони позбавляють місто індивідуальності», — заявив він.

## Творчість
У лютому — серпні 1998 спільно з братом Олегом пише роман «Сутінки Великих», який був перекладений російською під назвою «Напередодні Армагедону», пізніше став складовою частиною роману «Всі Грані світу», який виходить в 2000 році в видавничому домі «Армада» (згодом перевидається в 2004 році). Пише в співавторстві з братом Олегом Авраменко, але майже ніколи не уточнюється внесок у роботу тандему в конкретній книзі.
Хронологічно перший роман «Принц Галлії», вони написали ще на початку дев'яностих, але виданий лиш в 2005 році. Якщо вдатися до термінології А.Лосева, який назвав його брата: «Херсонським відлюдником», може сміливо вважатися його тінню. Останній раз з'являвся на Євроконі в 2006-му році, з того часу повністю уникає публічності.
Виходячи з чималої кількості технічних подробиць, вважається що під час роботи над творами, приділяється багато уваги вузькогалузевим питанням з астрономії, фізики, математики тощо.

## Опубліковані книжки (у співавторстві з братомОлегом)

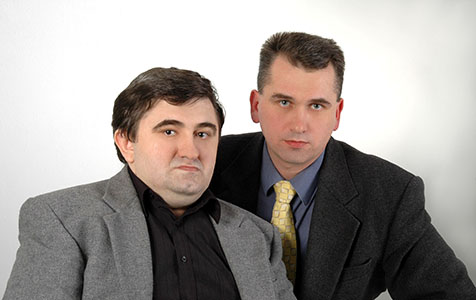
Валентин та його брат і співавтор Олег Авраменко

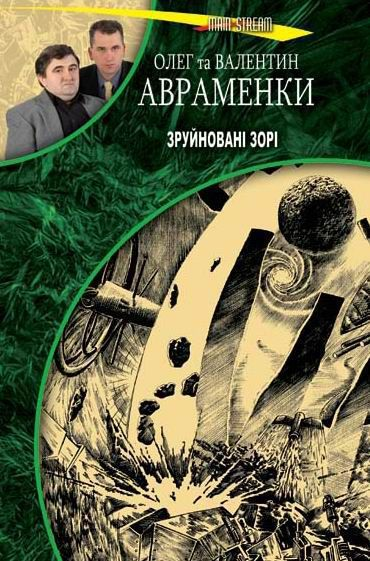
Обкладинка «Зруйновані зорі» Київ, 2007 рік.

- 2000 — Все Грани мира (російською мовою)
- 2000 — Грани Нижнего Мира (російською мовою)
- 2001 — Звезды в ладонях (російською мовою)
- 2002 — Галактики, как песчинки (російською мовою)
- 2003 — Сутінки Великих
- 2004 — Жменя вічності
- 2005 — Принц Галлії
- 2007 — Игры Вышнего Мира (російською мовою)
- 2007 — Зруйновані зорі